# Lara Magoni
Lara Magoni (Alzano Lombardo, 29 de enero de 1969) es una política y deportista italiana que compitió en esquí alpino.

## Trayectoria
Ganó una medalla de plata en el Campeonato Mundial de Esquí Alpino de 1997, en la prueba de eslalon. 
Participó en tres Juegos Olímpicos de Invierno, entre los años 1992 y 1998, ocupando el séptimo lugar en Lillehammer 1994, en la prueba de eslalon gigante.
Se retiró de la competición en 2000. Posteriormente, fue consejera federal de la Federación Italiana de Deportes de Invierno y entre 2001 y 2013 formó parte del Consejo Nacional del Comité Olímpico Nacional Italiano. Paralelamente, trabajó como comentadora deportiva para la cadena Eurosport.
Entre 2013 y 2018 ejerció de consejera regional en la Lombardía. En las elecciones generales de marzo de 2018 fue elegida miembro del Senado de la República por el partido Hermanos de Italia, cargo que ocupó hasta su dimisión en julio del mismo año. En 2024 fue elegida diputada al Parlamento Europeo por el partido Hermanos de Italia.
Fue embajadora de la Unicef, y trabajó como instructora de esquí alpino para personas con discapacidad.

## Palmarés internacional
| Campeonato Mundial | Campeonato Mundial | Campeonato Mundial | Campeonato Mundial |
| Año                | Lugar              | Medalla            | Prueba             |
| ------------------ | ------------------ | ------------------ | ------------------ |
| 1997               | Sestriere (Italia) | Medalla de plata   | Eslalon            |